# Birx
Birx – miejscowość i gmina w Niemczech, w kraju związkowym Turyngia, w powiecie Schmalkalden-Meiningen, wchodzi w skład wspólnoty administracyjnej Hohe Rhön.